# 王淦昌物理奖
王淦昌物理奖，是以中国物理学家王淦昌命名的物理奖项，由中国物理学会设立并评选，授予在粒子物理和惯性约束核聚变方面做出突出贡献的中国物理学工作者。王淦昌物理奖每两年评选一次，每次评出不超过两人。

## 历届获奖者
| 年份         | 获奖者 | 工作单位                     |
| ------------ | ------ | ---------------------------- |
| 2000－2001年 | 李惕碚 | 中国科学院高能物理研究所     |
| 2002－2003年 | 常铁强 | 北京应用物理与计算数学研究所 |
| 2002－2003年 | 单玉生 | 中国原子能科学研究院         |
| 2004－2005年 | 马中骐 | 中国科学院高能物理研究所     |
| 2006－2007年 | /      | /                            |
| 2008－2009年 | 郑志坚 | 中国工程物理研究院           |
| 2010－2011年 | 张闯   | 中国科学院高能物理研究所     |
| 2010－2011年 | 李玉同 | 中国科学院物理研究所         |
| 2012－2013年 | 杨长根 | 中国科学院高能物理研究所     |
| 2012－2013年 | 杨金民 | 中国科学院理论物理研究所     |
| 2014－2015年 | 何红建 | 清华大学                     |
| 2014－2015年 | 苑长征 | 中国科学院高能物理研究所     |
| 2016－2017年 | 高原宁 | 清华大学                     |
| 2018－2019年 | 朱世琳 | 北京大学                     |
| 2018－2019年 | 刘江来 | 上海交通大学                 |